# Yamada Bimyō

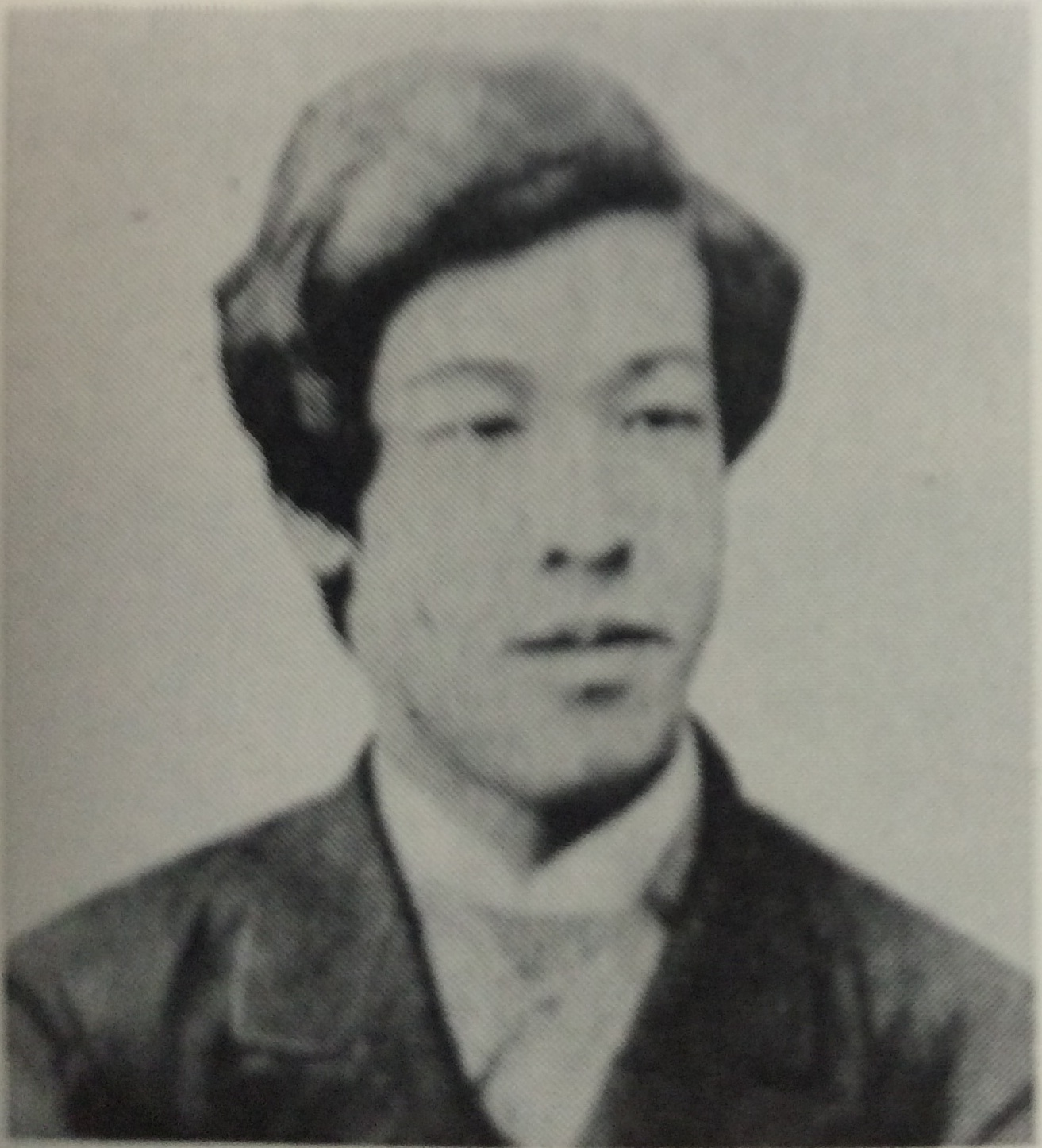
Yamada Bimyō

Yamada Bimyō (jap. 山田 美妙; * 25. August 1868 im Stadtbezirk Kanda, Edo, heute Chiyoda, Präfektur Tokio; † 24. Oktober 1910) war ein japanischer Schriftsteller, Dichter und Literaturkritiker. Sein wirklicher Name war Yamada Taketarō (山田 武太郎). Er gilt als Wegbereiter der „Dichtung neuen Stils“ (新体詩, Shintaishi), die sich in der Meiji-Zeit unter westlichem Einfluss zu entwickeln begann. Der Schriftsteller Kanō Ichirō (* 1928) ist Yamadas Enkel. Sein Großvater väterlicherseits war der Dichter Sakuramoto Yoshikaze.

## Leben

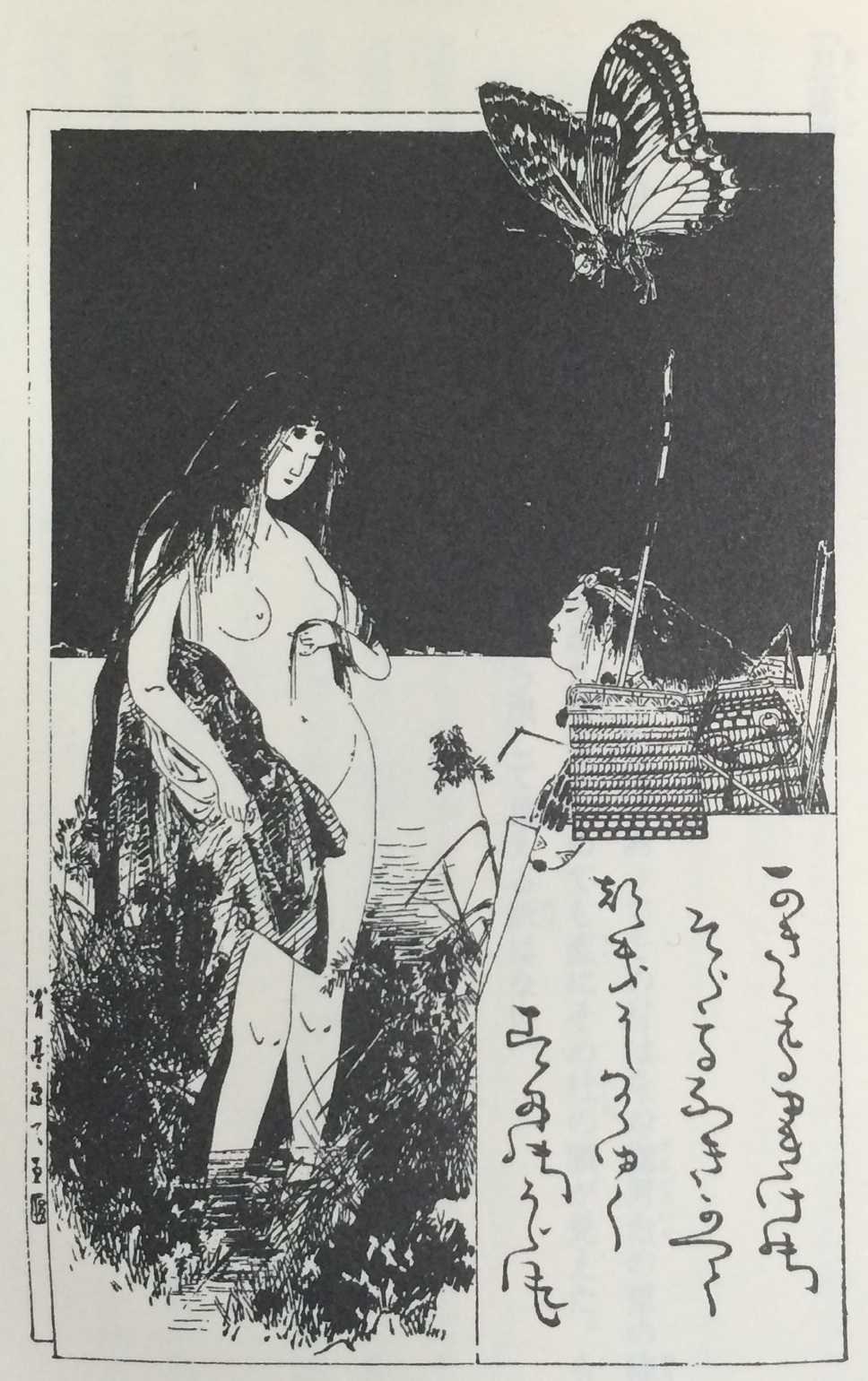
„Schmetterling“

Yamada wurde 1868 als ältester Sohn von Yamada Kichio, einem Lehnsmann des Nambu-Klans, geboren und wuchs bei seiner Großmutter mütterlicherseits auf. 1884 besuchte er zunächst eine Vorbereitungsschule für die Universitätsaufnahme. In dieser Zeit gründete er mit Ishibashi Shian (1867–1927), Ozaki Kōyō und Maruoka Kyūka (1865–1927) die literarische Gruppe Ken’yūsha (wörtlich: „Gesellschaft der Freunde des Tuschreibsteins“) und gab mit ihnen die Literaturzeitschrift Garakuta Bunko (我楽多文庫, etwa: „Krimskrams-Bibliothek“) heraus. Bis zur Meiji-Zeit unterschieden sich die Literatursprache (Bungo) und die gesprochene Sprache in Grammatik und Wortschatz. Die mit der „Dichtung neuen Stils“ verbundene „Angleichung der geschriebenen an die gesprochene Sprache“ (言文一致, genbun itchi) führte Yamada in seinem Roman Azakai Shōsetsu Tengu (嘲戒小説天狗), der in der Karakuta Bunko erschien, erstmals beispielhaft vor. 1887 erschien mit dem Historienroman Musashino dann auch erstmals ein Zeitungsroman im neuen Stil in der großen Tageszeitung Yomiuri Shimbun. So hatte Yamada im Alter von 20 Jahren bereits ebenso viel Anerkennung erzielt wie der neun Jahre ältere Tsubouchi Shōyō. So erregte 1889 die Veröffentlichung seiner Schrift Kachō (蝴蝶, etwa: Schmetterling), die sich in sexuellen Episoden um die gleichnamige Hauptfigur dreht, in der Zeitschrift „Freund der Nation“ (国民之友, Kokumin no tomo) aufgrund des Themas und der Tatsache, dass sie mit der Illustration eines nackten Körpers versehen war, großes Aufsehen.
1890 begann Yamada im Zeitungsverlag Kaishin zu arbeiten. Fünf Jahre später 1895 heiratete er seine Schülerin Tawada Iwabune (1874–1896) und veröffentlichte in der Literaturzeitschrift Bungei Club (文芸倶楽部) mit Iwabune die Gemeinschaftsarbeit Mine no sangetsu (峯の残月). Die Verbindung der beiden war jedoch nur von kurzer Dauer. Bereits im März 1896 wurde die Ehe aufgrund des schlechten Verhältnisses zwischen Iwabune und Yamadas Großmutter annulliert. Iwabune kehrte in ihre Heimatstadt Tsuruoka zurück und verstarb, nach einem Selbstmordversuch, im September im Alter von nur 23 Jahren, während Yamada schon im April mit Kane Saidō? (西戸カネ) erneut geheiratet hatte. Damit nicht genug, 1894 gebar ihm eine Frau, die in einem Teegeschäft in Asakusa arbeitete ein Kind, das nicht ins Familienregister eingetragen wurde. Dieser Verfehlungen wegen wurde er sowohl in Tageszeitungen wie der Mainichi Shimbun, wie auch in Literaturzeitschriften getadelt. Auf diese Weise verlor er seine Popularität, zog sich aus dem literarischen Leben zurück und verstarb 1910 im Alter von 42 Jahren einsam und verarmt. Sein Grab befindet sich auf dem Friedhof Somei in Tokio.

## Werke (Auswahl)
- 1886 Shintai shisen (新体詩選), Gedichtanthologie
- 1887 Musashino (武蔵野)
- 1902 Josō no tantei (女装の探偵)
- 1903 Chi no namida (地の涙)
- 1903 Shōsetsu hane neke tori (小説・羽ぬけ鳥)
- 1903 Sabigatana (さびがたな)

## Anmerkung
1. ↑  Illustration: Watanabe Seitei (1852–1918).
2. ↑  Nicht, dass es nicht auch zuvor schon Abbildungen nackter Körper gegeben hätte, doch wurden Hefte mit solchen Abbildungen in der Edo-Zeit nicht öffentlich, sondern unter dem Ladentisch gehandelt.